# Epigomphus clavatus
Epigomphus clavatus – gatunek ważki z rodziny gadziogłówkowatych (Gomphidae). Występuje na terenie Ameryki Centralnej – w Gwatemali i na przyległym obszarze w skrajnie południowo-wschodnim Meksyku (stan Chiapas).